# Hermafrodit

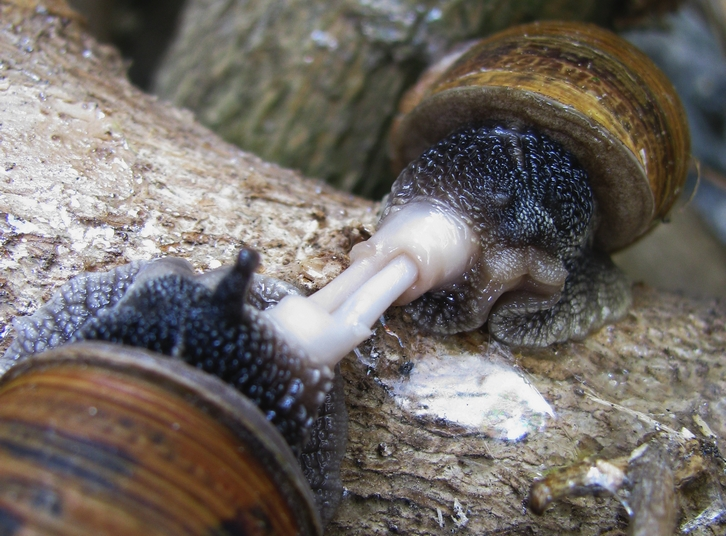
Två fläckiga vinbergssnäckor parar sig.

Hermafrodit är en individ som är tvåkönad. Ordet hermafrodit kommer från grekisk mytologis namn på Hermafroditos, sonen till de grekiska gudarna Hermes (man) och Afrodite (kvinna).

## Hermafrodit inom naturvetenskap
Inom naturvetenskapen kan begreppet hermafrodit dels syfta på organismer med fullt utvecklade både kvinnliga och manliga könskörtlar, och kapabla att reproducera sig själva både med ägg och spermier och kan dels syfta på blommor med ståndare och pistill i samma blomma, se sambyggare.
Begreppet används även för enskilda individer av en art, som utvecklat såväl manliga som kvinnliga könskaraktäristika. Man brukar i den definitionen skilja mellan dels äkta hermafroditism, då individen utvecklat såväl äggstockar som testikelvävnad, och dels pseudohermafroditism, som beror på hormonrubbningar då könskörtlarna är av det ena könet och de yttre könsorganen liknar de hos det andra könet. Särskilt pseudohermafroditism är vanlig hos bland annat svin och get.
Hermafroditiskt reproducerande djur förekommer bland en rad ryggradslösa djur som daggmask, rundmaskar och snäckor, en del kräftdjur samt några få ryggradsdjur, däribland fiskar. Det vanligaste är att individen är både hane och hona samtidigt. Dessa arter kan vara självbefruktande eller korsbefruktande.

### Självbefruktande arter
Självbefruktande djur är sällsynta, men bland annat svart skogssnigel har visat sig kunna befrukta sig själv. Vidare finns åtminstone en art av självbefruktande ryggradsdjur, nämligen den äggläggande tandkarpen Kryptolebias marmoratus. Hos dessa produceras ägg och spermier genom meios och äggen befruktas när de kommer i kontakt med spermier inuti fiskens kropp. Detta ska jämföras med flertalet andra romläggande fiskar, där rommen genomgår yttre befruktning i samband med fiskarnas lek. De allra flesta individerna av denna art är hermafroditer, men det förekommer även hannar. Detta ökar populationernas genetiska mångfald och minskar risken för negativa effekter av inavel, till exempel i samband med att antalet parasiter som lever av fiskarna ökar.

### Korsbefruktande arter
Vid korsbefruktning kan arterna vara antingen hane eller hona, eller så befruktar de båda arterna varandra som hona och hane samtidigt. Inom de flesta arter verkar de flesta individer om möjlighet finns välja att vara hane, antagligen för att det är det minst kostsamma sättet att producera avkomma.

### Sekventiell hermafroditism
Det förekommer även sekventiell hermafroditism, där individen efter en tid byter kön. Hos hermafroditiska räkor är individen först hane och därefter hona, så kallad protandri. Hos andra, som svärdbärare, förekommer i stället att äldre honor ombildas till hanar, så kallad protogyni.

## Mänsklig intersexualism
I fråga om människan används istället begreppet intersexualism när man talar om personer med oklar könstillhörighet, eftersom ordet hermafrodit kan upplevas som kränkande eller nedvärderande. Intersexualism är ett brett begrepp som innefattar en mängd olika tillstånd, exempelvis könskromosomuppsättningen XXY, vilken är den vanligaste kromosomförändringen.

## Hermafrodit inom andlighet
Inom såväl nyandlighet och teosofi som alkemi och vissa folks naturreligioner (till exempel bland nordamerikanska ursprungsfolk) förekommer begreppet hermafrodit eller androgyn som centralt begrepp. Detta i såväl beskrivningen av Skapargudens väsen som tidigare hermafrodita faser i mänsklighetens utveckling före uppdelningen i två separata kön för drygt 18 miljoner år sedan eller målet för mänsklighetens framtida utveckling till individuellt fullkomnande. Även i beskrivningen av könstillhörigheten hos vissa utomjordiska civilisationer, vissa änglar och gudar används detta begrepp. Inom alkemin används det främst symboliskt för sammansmältning av olika klassiska element i strävan efter personlig fullkomlighets-utveckling eller "De vises sten" (även i samband med planeternas krafter, då Hermes motsvarar det romerska namnet Merkurius och Afrodite motsvarar Venus).